# Loch Earn
Loch Earn är en sjö i Storbritannien.   Den ligger i riksdelen Skottland, i den nordvästra delen av landet, 600 km nordväst om huvudstaden London. Loch Earn ligger 97 meter över havet. Arean är 7,8 kvadratkilometer. I omgivningarna runt Loch Earn växer i huvudsak blandskog. Den sträcker sig 2,0 kilometer i nord-sydlig riktning, och 9,9 kilometer i öst-västlig riktning.